# Quirihue
Quirihue este un oraș și comună din provincia Ñuble, regiunea Bío Bío, Chile, cu o populație de 12.562 locuitori (2012) și o suprafață de 589 km2.